# Châteldon
Châteldon je vesnice či malé městečko ve francouzském departmentu Puy-de-Dôme v historické oblasti Auvergne v centrální Francii.

## Historie a zajímavosti
Châteldon lze popsat jako vesnici se starobylým (středověkým) rázem nebo malé městečko v severní části území Auvergne. Původ města je doložen již v raném středověku a nachází se zde také mnoho staveb přibližně ze 14. století. Stále je také možno vidět původní městské opevnění.
Châteldon leží na západní straně Montagne Bourbonnaise a severním okraji Livadois-Forez Park, což je největší přírodní park v Evropě. 19 kilometrů severně od Châteldonu leží známé lázeňské středisko Vichy a západně od městečka leží Limagne, kde se stékají řeky Allier a Dore.
Vlastníkem hradu Châteldon byl i francouzský politik a premiér Pierre Laval. Dodnes slouží jako výrazný orientační bod.

## Minerální vody
Châteldon je také známý pro své uhličitanové minerální vody. Tato voda byla první těženou vodou ve Francii a byla dodávána i na dvůr Ludvíka XIV. do Versailles. Je využívána k léčbě zažívacích a diuretických problémů. Je bohatá na potaš, sodík a fluor. Voda je k dostání ve velkých hotelech po celé Francii a je vysoce ceněna.

## Vývoj počtu obyvatel
Počet obyvatel

## Osobnosti
- Pierre Laval (1883 - 1945), politik